# Йдучи, залишаються
«Йдучи, залишаються» (узб. «Armon/Армон») — радянський художній фільм режисера Меліса Абзалова. Фільм створений на кіностудії «Узбекфільм» у 1986 році.

## Синопсис
Рано втративши батька, Бурі виховується в місті. Отримавши спеціальність електромонтера, повертається в рідне село. За нього рада вийти заміж кожна дівчина. Але він покохає ту, яка вже посватана за іншого. Коли настають суворі дні Німецько-радянської війни, Бурі разом з іншими чоловіками йде на фронт.

## У ролях
- Айбарчин Бакірова — Бойхотін
- Ділором Еґамбердиєва — Хумор
- Бахтияр Закіров — Бурі (син)
- Едгар Сагдієв — Бурі (батько)
- Рано Закірова — Улмасой
- Діяс Рахматов — Кузівой

## Знімальна група
- Режисер — Меліс Абзалов
- Сценаристи — Рахсібай Махамеджанов, Володимир Соколов
- Оператор — Даврон Абдуллаєв
- Композитор — Руміль Вільданов
- Художник — Шавкат Абдусаламов